# 니콜라스 스폴리
니콜라스 페데리코 스폴리(스페인어: Nicolás Federico Spolli , 1983년 2월 20일 ~)는 아르헨티나의 은퇴한 축구 선수다. 포지션은 중앙 수비수로 활약했다.